# Gnadenkirche (Clarholz)
Die Gnadenkirche ist ein evangelisches Kirchengebäude in Clarholz im Kreis Gütersloh. Sie ist Filialkirche der Evangelischen Versöhnungs-Kirchengemeinde Rheda-Wiedenbrück im Kirchenkreis Gütersloh der Evangelischen Kirche von Westfalen.

## Geschichte
Nach dem Zweiten Weltkrieg nahm durch Vertriebene und Flüchtlinge die Zahl der evangelisch Gläubigen in Clarholz stark zu. Zunächst feierte die Gemeinde ihre Gottesdienste im Saal einer Gaststätte. Im Juli 1952 konnte die Gnadenkirche in einer neuen Siedlung eingeweiht werden. Die Finanzierung des Neubaus übernahmen die Landeskirche, das Gustav-Adolf-Werk sowie die Evangelische Notgemeinschaft für den Kirchenkreis Gütersloh. Der Name knüpft an die schlesische Tradition der Gnadenkirchen an.

## Baubeschreibung
Auf einem roten Sandsteinsockel erhebt sich der weiße kapellenartige Putzbau. Die Laibungen der Fenster und Türen sind ebenfalls aus rotem Sandstein. Der saalartige Gemeinderaum wird durch drei hohe Fenster auf beiden Seiten beleuchtet. Daran angeschlossen sind Räume für kleinere Veranstaltungen sowie eine Küche.